# Idioma nzema
El nzema (también llamada nzima o apolo) es una lenguas kwa del grupo tano central hablado por los nzema del suroeste Ghana y el sureste de Costa de Marfil, con cerca de 328.700 hablantes, de ellos 262.000 en el sudoeste de Ghana y 66.700 en el sureste de Costa de Marfil. 
Comparte la inteligibilidad al 60% con el Jwira-Pepesa y es muy similar al Ahanta, al Anyi y al Baule. La lengua tano más importante es el akan. Los clanes Nzema son sobre todo granjeros. El filósofo del siglo XIX, Anton Wilhelm Amo, era de origen nzema.